# Limnophila palauensis
Limnophila palauensis är en grobladsväxtart som beskrevs av T. Yamazaki. Limnophila palauensis ingår i släktet Limnophila och familjen grobladsväxter. Inga underarter finns listade i Catalogue of Life.